# Eternity (album d'Every Little Thing)
Pour les articles homonymes, voir Eternity.
Albums de Every Little Thing
Time to Destination
(15 avril 1998) 4 Force
(22 mars 2001)
Compilations par Every Little Thing
Every Best Single
(31 mars 1999)
Singles
1. Pray / Get Into a Groove
Sortie : 1er janvier 2000
2. Sure
Sortie : 16 février 2000
3. Rescue Me / Smile Again
Sortie : 14 juin 2000

Eternity (titré en minuscules : eternity) est le troisième album original du groupe de soft rock japonais Every Little Thing, sorti le 15 mars 2000.

## Présentation
L'album, produit cette fois par le groupe au complet, sort le 15 mars 2000 au Japon sur le label  Avex Trax, deux ans après son précédent album original Time to Destination (entre-temps sont parus son album de remix The Remixes II en 1998 et sa compilation Every Best Single +3 en 1999). Il atteint la première place du classement des ventes de l'Oricon, et reste classé pendant 22 semaines. Il se vend à plus d'un million d'exemplaires et demeure le quatrième album le plus vendu du groupe, derrière les deux albums originaux et la compilation sortis précédemment.
Il contient neuf chansons, composées (sauf une) par Mitsuru Igarashi, plus un interlude musical et une version remixée supplémentaire de l'une d'elles en fin d'album. Deux d'entre elles étaient déjà parues sur le single Pray / Get Into a Groove sorti le mois précédent, et deux autres paraissent le même jour que l'album sur le single Sure (avec Switch en face B, les deux chansons étant cependant remaniées pour l'album). Trois des nouvelles chansons paraitront également quatre mois plus tard sur le single Rescue Me / Smile Again (incluant The One Thing, remaniée ainsi que Rescue Me). Les chansons des quatre singles qui les ont précédés, sortis en 1998 et 1999 après le précédent album original, sont en fait parues sur la compilation Every Best Single +3.
Eternity est le premier disque où la chanteuse Kaori Mochida apparait seule sur la photo de couverture, sans les deux autres membres (qui apparaissent en fait sur la photo au dos de l'album). Il s'agit du dernier album du groupe en tant que trio avec son claviériste et producteur Mitsuru Igarashi, qui le quittera à l'amiable le mois suivant pour produire le nouveau groupe day after tomorrow ; Every Little Thing continuera en duo.

## Liste des titres
| 1.  | Pray (du 13e single Pray / Get Into a Groove)                           | Mitsuru Igarashi                          | 5:23 |
| 2.  | Reason                                                                  | ELT / Mitsuru Igarashi / Tomoki Ishizuka  | 4:57 |
| 3.  | Switch (Album Mix) (switch ; du 14e single Sure)                        | Kaori Mochida / Ichirō Itō / Ichirō Itō   | 4:19 |
| 4.  | Just Be You (Just be you)                                               | ELT / Mitsuru Igarashi / ELT              | 4:14 |
| 5.  | The One Thing (du 15e single Rescue Me / Smile Again)                   | ELT / Mitsuru Igarashi / ELT              | 4:44 |
| 6.  | Get Into A Groove (du 13e single Pray / Get Into a Groove)              | Mitsuru Igarashi                          | 4:35 |
| 7.  | Rescue Me (Rescue me ; du 15e single Rescue Me / Smile Again)           | Mitsuru Igarashi                          | 4:18 |
| 8.  | Smile Again (du 15e single Rescue Me / Smile Again)                     | ELT / Mitsuru Igarashi / Mitsuru Igarashi | 4:30 |
| 9.  | Sure (Orchestra Version) (sure ; nouvelle version du 14e single Sure)   | Kaori Mochida / ELT / Yasuhiko Hoshino    | 5:01 |
| 10. | Who Cries For Me? (Pray Reprise) (Who cries for me? ... ; instrumental) | Mitsuru Igarashi                          | 1:08 |
| 11. | Sure (Are You Sure? Mix) (sure (Are you sure? Mix) ; remix de Sure)     | Kaori Mochida / ELT / Remix: Naoki Atsumi | 5:53 |